# Colophon

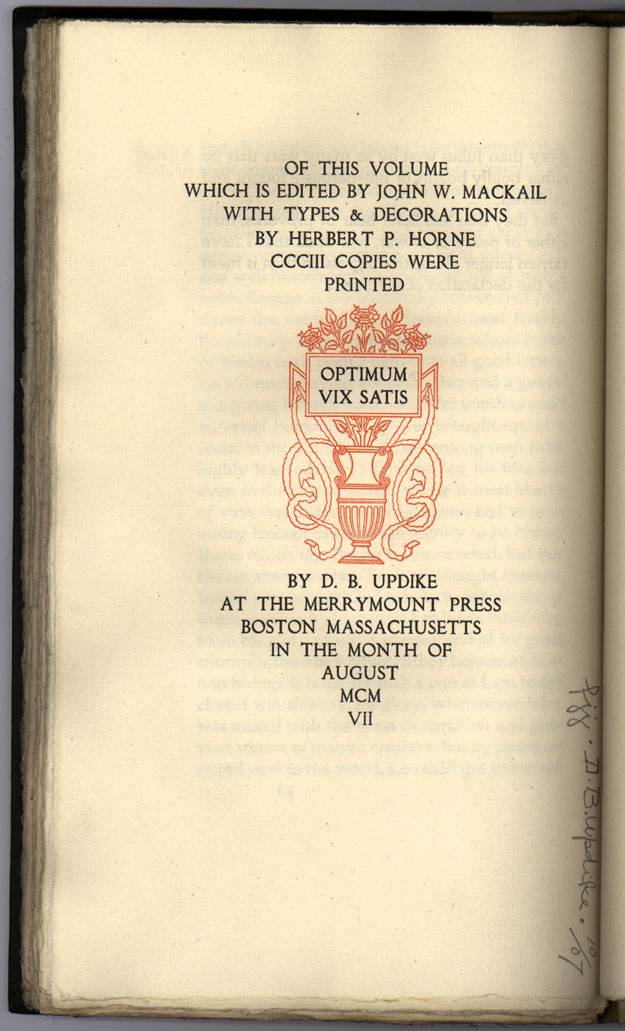
Un elaborato colophon in un libro novecentesco di pregio.

Il colophon (più desueto colofone) è un breve testo che riporta informazioni relative alla produzione di una pubblicazione, tra cui particolarmente rilevanti, nel caso dei libri, sono le note tipografiche.
Nel caso di pubblicazioni periodiche a stampa o web il colophon si chiama anche tamburino di gerenza.
Nei libri il colophon è impresso nell'ultima pagina del volume, di solito aperto dalla frase Finito di stampare.
I colophon più dettagliati, tipici delle edizioni a tiratura limitata o delle opere stampate da piccole case editrici, forniscono anche una descrizione della pubblicazione dal punto di vista materiale (elencando i caratteri utilizzati, l'inchiostro, la qualità della carta e la cartiera di fabbricazione, nonché menzionando il proto e/o l'officina tipografica) e dichiarano la tiratura.
Non vanno invece confuse col colophon altre informazioni, quali il copyright o il diritto d'autore, che si trovano solitamente sul retro del frontespizio.

## Etimologia
Il termine è un prestito dal latino colŏphon, a sua volta derivante dal greco antico κολοφών?, kolophṓn, che significa "sommità, cima" o "finitura".
Strabone spiega l'espressione ἐπιθεῖναι τὸν Κολοφῶνα ("mettere il colophon"), divenuta proverbiale a suoi tempi nel senso di porre fine a qualcosa, ricorrendo a un'antonomasia vossianica — utilizzando cioè un nome proprio come un nome comune — in riferimento all'omonima città di Colofone.
(Strabone, Geografia, XIV, 1, 28. Traduzione di Francesco Ambrosoli)
Al modo di dire attestato in Strabone si richiama evidentemente Festo in un lemma tramandatoci dal suo epitomatore Paolo:
(Paolo Diacono, Excerpta ex libris Pompei Festi De significatione verborum, p. 33 Lindsay)
Tuttavia, il suo significato bibliografico di 'fine di un libro' era sconosciuto agli antichi lessicografi greci e latini. Il primo a usarlo nell'accezione bibliografica fu Samuel Palmer, stampatore e bibliografo inglese, nella sua opera The General History of Printing, pubblicata postuma nel 1732.

## Storia

### In filologia antica e medievale
Nel Vicino Oriente antico, gli scribi solitamente registravano le informazioni su tavolette d'argilla. Colophon e frasi riportate (una sorta di estratti) li aiutavano ad organizzare ed identificare le tavolette e a mantenere assieme quelle correlate. Il termine deriva dall'iscrizione su una tavoletta, appositamente aggiunta da uno scriba alla fine di un antico testo del Medio Oriente. Il colophon solitamente conteneva indicazioni su dati relativi al testo come: le persone ad esso associate (lo scriba, il possessore o il committente della tavoletta), i contenuti letterari (il titolo, una frase riportata, il numero delle righe) e l'occasione o lo scopo dell'opera. Per la sua posizione, il colophon è paragonabile allo spazio riservato alla firma dei nostri tempi.
Nei papiri greci la mera funzione di marcare la fine di un'opera, ma senza dare informazioni conclusive, era compiuta dalla coronide.
Nei codici medievali, la funzione del colophon veniva assolta dalla subscriptio, ovvero un'iscrizione indicante: il luogo e/o la data di pubblicazione del libro e/o il nome dell'amanuense o del committente.

### In editoria

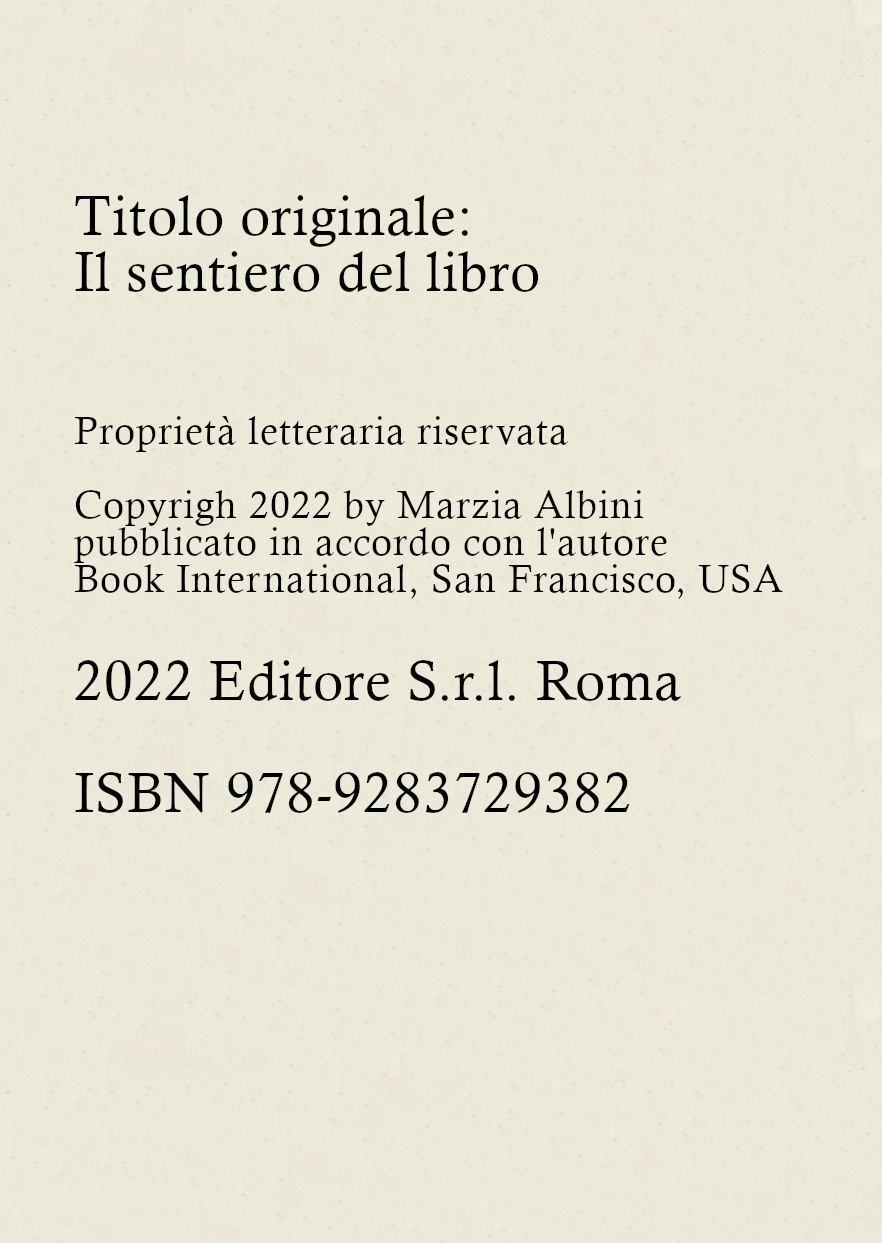
Un esempio di colophon.

Nei primi libri stampati, cioè negli incunaboli, il colophon è sempre posto alla fine del volume, dopo l'explicit (ossia la formula, il cui uso risale ai manoscritti medievali, che comprendeva le parole finali del testo), e svolge la funzione, che diventerà poi propria del frontespizio, cioè dare indicazioni sull'editore o stampatore, recando le note tipografiche. "Destinato a cedere le informazioni al frontespizio, il colophon convive con quest'ultimo per oltre un secolo: infatti cade in disuso nel corso del XVII secolo".
Torna in auge nel XX secolo. Infatti, mentre nell'Ottocento il frontespizio reca sempre tutte e tre le note tipografiche (luogo, editore, anno), rendendo inutile il colophon, a partire dalla seconda metà del Novecento si assiste, per motivi industriali e commerciali, alla progressiva sparizione dell'indicazione di luogo e anno dal frontespizio: vi rimane solo il nome dell'editore, che non è più anche lo stampatore. Pertanto le indicazioni di luogo, stampatore e anno sono spostate nel retro del frontespizio, oppure alla fine del libro, nel colophon, che dopo secoli si riappropria delle informazioni che gli erano state sottratte dal frontespizio.

## Usi particolari
Un uso meno frequente del termine colophon è riferito al marchio dello stampatore, o marca tipografica, che ebbe origine nel XVI secolo, quando il frontespizio portava il marchio dello stampatore vicino al fondo della pagina, collocato solitamente sopra al nome e alla città dello stampatore, e spesso ripetuto anche alla fine del libro.
Nell'editoria della stampa quotidiana e periodica il colophon è detto spesso tamburino di gerenza. Le informazioni indicate nel tamburino rivestono grande importanza perché riportano il nome dell'editore e del direttore responsabile, la data ed il luogo di pubblicazione, e spesso contengono l'elenco dei redattori, dei collaboratori, dello staff dei grafici e delle sedi estere. Vi può essere indicata anche la tipografia (che nei giornali non è mai segnalata nella pagina iniziale), il numero di copie stampate e l'ente di controllo della diffusione. Nei periodici non è raro che il tamburino occupi un'intera pagina.
Anche alcuni siti Web hanno colophon che spesso contengono indicazioni sul linguaggio di marcatura o sui fogli di stile (HTML, CSS) o riportano marchi che esplicitano la conformità agli standard d'usabilità, ovvero collegamenti a siti di validazione dei primi.